# Basílica de Nuestra Señora del Folgoët
La basílica [de] Nuestra Señora del Folgoët (en francés: basilique Notre-Dame du Folgoët) es una destacada iglesia medieval francesa, una pequeña iglesia mariana situada en la comuna de Folgoët, en el departamento de Finisterre. Fue objeto de una clasificación como monumento histórico por la lista de 1840.

## Historia
La iglesia fue construida en el lugar donde vivió y fue enterrado Salaün ar Foll, el loco del bosque (en bretón: Fol ar c'hoad) que dio su nombre a lugar.
Fue un voto del duque de Bretaña Juan IV de Bretaña, y fue llevado por su hijo Juan V (1399-1442), que la inauguró en 1423, y la elevó a iglesia colegial. En 1427, el papa Martín V, elevó la iglesia de Nuestra Señora de Folgoët al rango de basílica menor, por lo que es la basílica más antigua de Bretaña.
La basílica sufrió un incendio en 1708.

## Arquitectura
La basílica presenta una arquitectura no simétrica: el transepto no se completa más que con uno de los brazos. La nave tiene cinco tramos de los cuales el primero, con los pilastras más fuertes, se inserta entre las dos torres de la fachada.
Dos torres superan la fachada: la del norte tiene una flecha de piedra mientras que la sur, que quedó sin terminar por los constructores, ha recibido en el siglo XVII una planta perforada por ventanas de arco entre pesadas columnas jónicas. El portal de la  fachada conserva unos bajorrelieves de la Adoración de los Reyes Magos y de la Anunciación a los pastores. El portal sur agrupa dos puertas gemelas bajo un gran arco; el entrepaño está decorado con una estatua del obispo sobre la que se coloca a nivel del tímpano una de la Virgen.

### Vitrales
Los cartones son de Émile Hirsch quien ganó el concurso convocado por el obispo a la decoración de la ventana principal de la basílica. Realizó esta obra con tres pintores vidrieros: Loglet, Queynoux, Poutet en 1866, 1869 y 1869, cuando el rector de La Haya ofreció la legendaria vidriera del bienaventurado Salaun. Fue en esa ocasión cuando Hirsch va a implicarse en la realización material de la obra, ya que no estaba satisfecho con el trabajo que él había ideado.

## Celebraciones
Los «Pemp Sul» (en bretón, 'cinco domingos') son una sucesión de misas marianas durante el mes de mayo.
Cada primer fin de semana de septiembre, la iglesia y la comuna acogen un perdón.

## Galería de imágenes

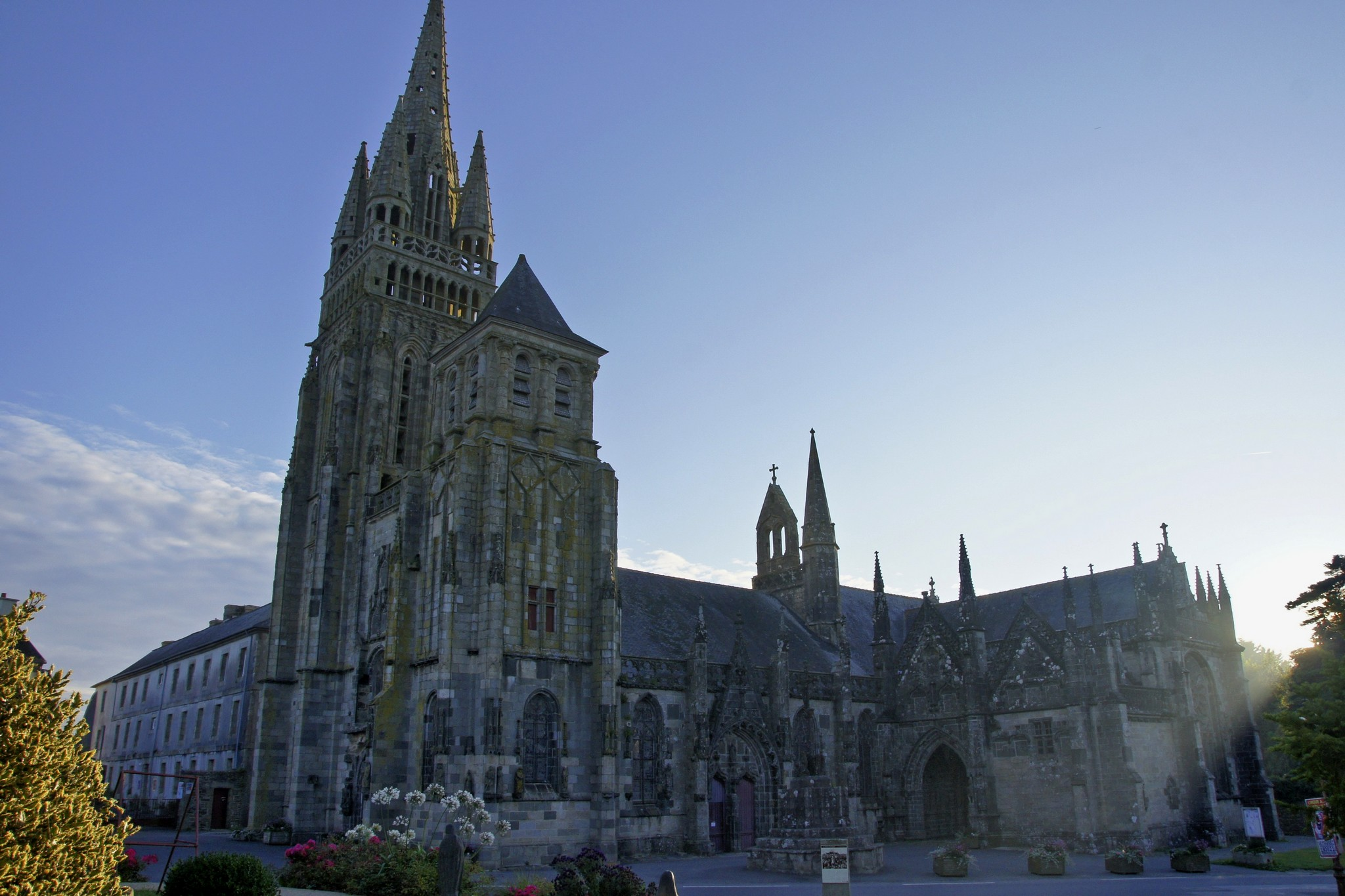
Lateral de la iglesia.
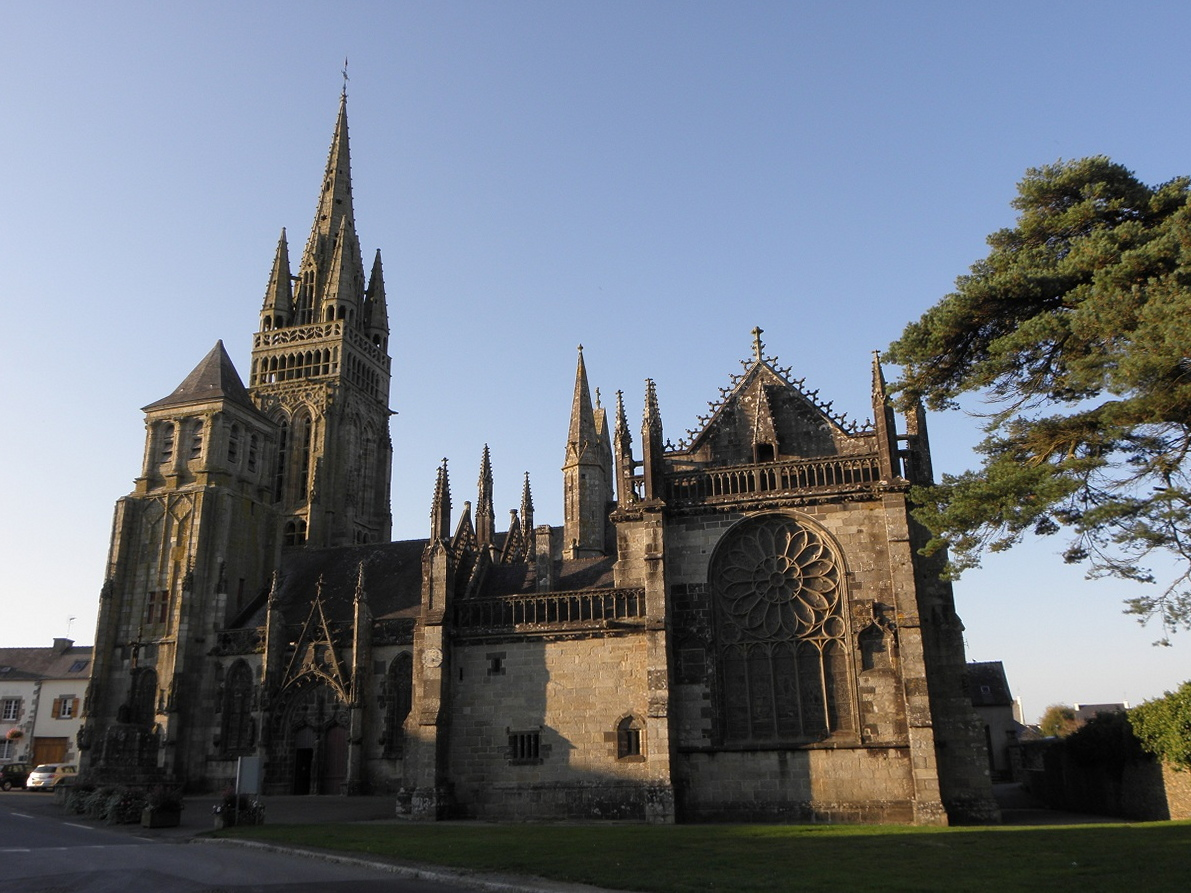
lateral sur de la iglesia.
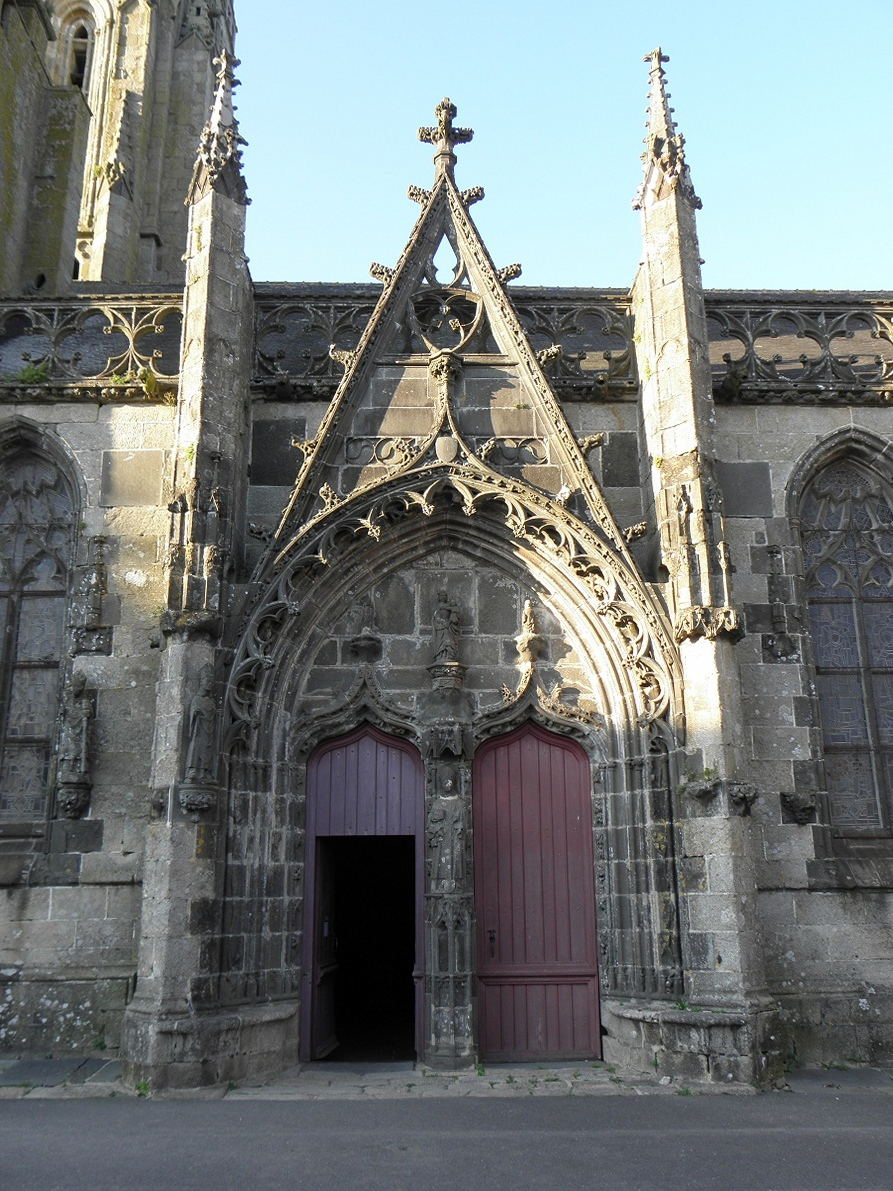
Portal meridional.
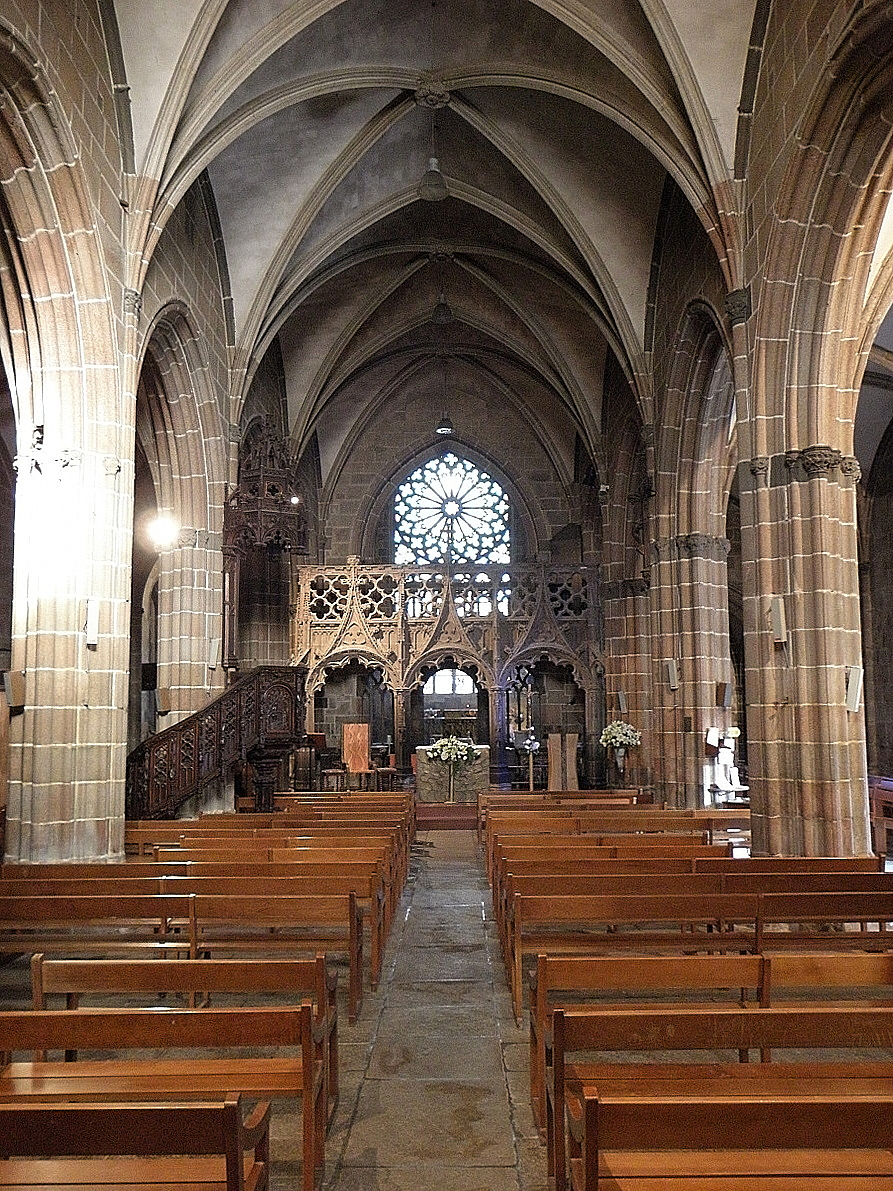
Interior de la iglesia.
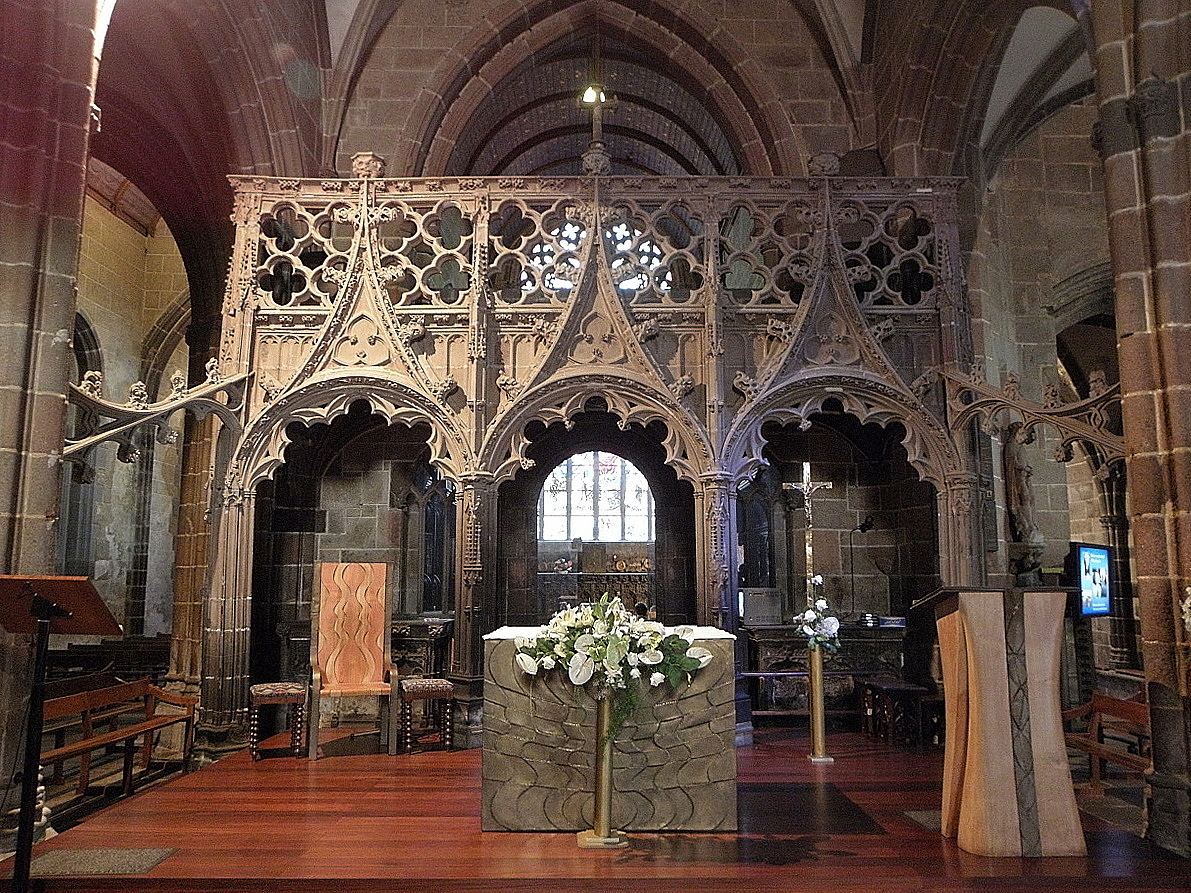
Coro alto de la iglesia.

### Enlaces exteriores
- Wikimedia Commons alberga una categoría multimedia sobre Basílica de Nuestra Señora del Folgoët.
- «Notre-Dame du Folgoët». Archivado desde el original el 16 de septiembre de 2011. Consultado el 3 de diciembre de 2011.

- Datos: Q2886968
- Multimedia: Basilique Notre-Dame du Folgoët / Q2886968